# Encyclopedia of Life
Encyclopedia of Life (EOL) е безплатна онлайн енциклопедия, чието предназначение е да се документират всички 1,9 милиона живи организма известни на науката. Тя обединява информация от съществуващи бази данни и приноси на доброволци. Целта и е да изгради една „безкрайно разширяема“ страница за всеки вид, включително видео, аудио, снимки, графики и текст. В допълнение EOL включва съдържание от Biodiversity Heritage Library, която се занимава с дигитализирането на милиони страници от печатна литература от най-големите библиотеки по Естествознание. Първоначално проектът е подкрепен от обещания за финансиране в размер от 50 милиона щатски долара, водени от MacArthur Foundation и Sloan Foundation, които даряват съответно 20 и 5 милиона. Останалата част от сумата е осигурена от музея Фийлд, Харвардски университет, Marine Biological Laboratory, Missouri Botanical Garden и Smithsonian Institution. Първоначално проектът е воден от Джим Едуардс и екип от разработчици воден от Дейвид Патерсън.